# Kalika
Kalika (Nepali कालिका) ist eine Stadt (Munizipalität) im mittleren Terai Nepals im Distrikt Chitwan. 
Kalika grenzt im Westen an die Großstadt Bharatpur.
Die Stadt Kalika entstand im September 2015 durch Zusammenlegung der Village Development Committees (VDCs) Jutpani, Padampur und Shaktikhor.
Die Stadtverwaltung befindet sich in Jutpani.
Das Stadtgebiet umfasst 102,1 km².

## Einwohner
Bei der Volkszählung 2011 hatten die VDCs, aus welchen die Stadt Kalika entstand, 38.666 Einwohner.